# Viharamahadevi
Viharamahadevi, död 100-talet f.Kr., var drottning av kungariket Ruhuna på Sri Lanka mellan 205 f.Kr. och 161 f.Kr. 
Hon var gift med kung Kavantissa av Ruhuna, och mor till kung Dutugamunu och Saddhatissa. Hon var dotter till kung Kelanitissa av Kelaniya. 
Hon är känd för den berömda legenden kring hennes giftermål. Hennes far beskrivs som en grym despot som brände munkar levande. Detta förgrymmade gudarna, som krävde ett offer. Hon erbjöd sig då att offra sig, och fördes ut i havet i en båt. Båten sjönk dock aldrig, utan flöt iland i Ruhuna, vars kung gifte sig med henne. 
Hon kom att betraktas som en legendarisk folkhjältinna på Sri Lanka. 